# Dubnicy
Dubnicy (biał. Дубніцы; ros. Дубницы, Dubnicy, pol. hist. Dubnice) – wieś na Białorusi, w obwodzie witebskim, w rejonie orszańskim, w sielsowiecie Mieżawa.
Przy wsi znajduje się staw, z którego zaczyna bieg rzeka Adrou.

## Historia
W XIX i w początkach XX w. położone były w Rosji, w guberni mohylewskiej, w powiecie orszańskim, w gminie Moszkowo. Następnie w granicach Związku Sowieckiego. Od 1991 w niepodległej Białorusi.